# Regio I Latium et Campania
La Regio I Latium et Campania  fue una de las once regiones de la Italia romana. Limitaba al sureste con la Regio II Apulia et Calabria, al sur con la Regio III Lucania et Bruttii, al este y al norte con la Regio IV Samnium, y al noroeste con la Regio VII Etruria. Geográficamente estaba limitada al norte por el 
río Aniene y luego por el Tíber, salvo un breve tramo en la desembocadura de este último donde también se extendía por parte de la margen derecha; al sur estaba separada de la Regio III Lucania et Bruttii por la desembocadura del río Silarus. Al este estaba delimitada por la cadena de los Apeninos, y al oeste daba al mar Tirreno.

## Territorio
Las descripciones de Plinio el viejo y Estrabón han indicado a los historiadores contemporáneos las subregiones que constituían la Regio I Latium et Campania; estas fueron:

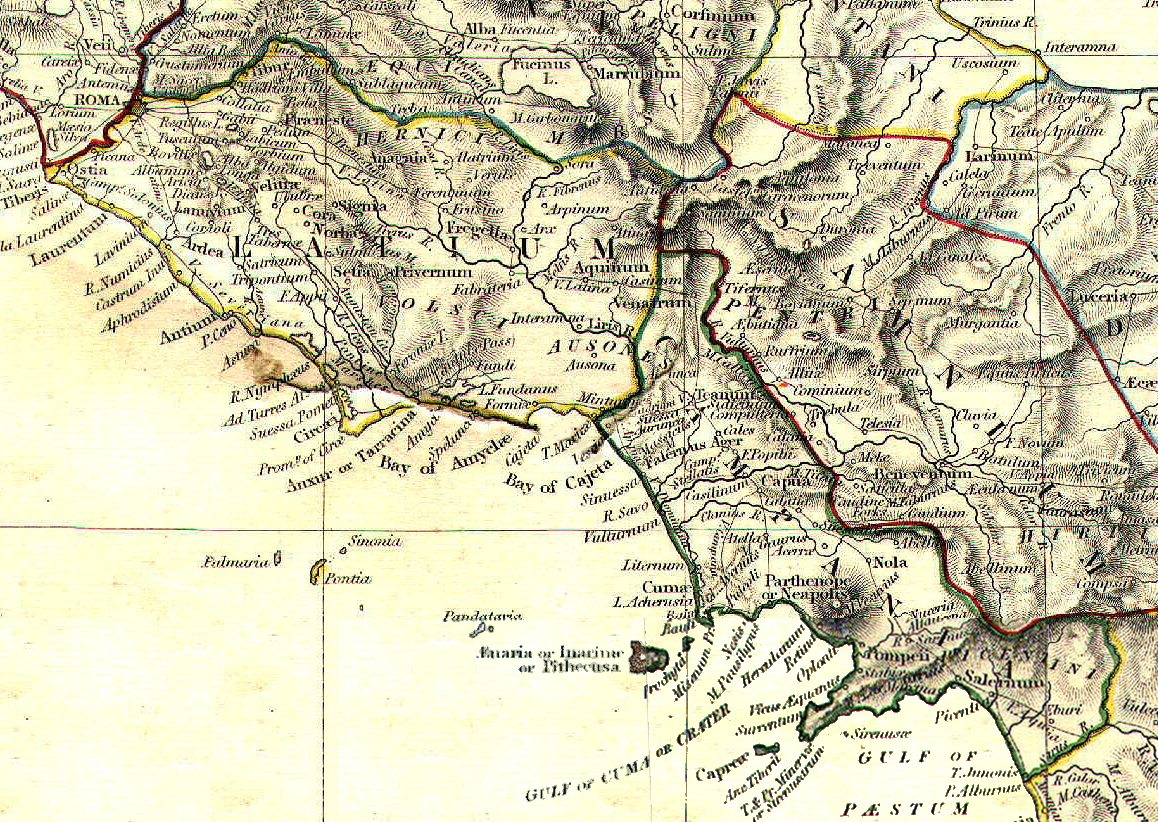
Mapa de las regiones de Latium y Campania antes de la expansión romana.

- Campania: según Plinio el Viejo y Cayo Lucilio de Sessa Aurunca, era el gran territorio al sur del río Liri (a medio camino entre el Liri y el Volturno);
- Latium vetus: "Lacio antiguo" (en latín), territorio de origen de los latinos, era la estrecha franja al norte de la línea demarcada por la ciudad de Lavinium, los montes Albanos, y Praenestre;
- Latium novum: "Lacio nuevo" (o Latium adiectum, "Lacio añadido"), fue la franja central de la región (tierra de  poblaciones itálicas como los hérnicos, volscos y auruncos), sobre la que Roma asumió la hegemonía entre los siglos siglo V a. C. - IV a. C., siendo colonizada por romanos y aliados latinos (especialmente de las zonas rurales).

## Ciudades
Después de Roma, la ciudad principal del Latium vetus de la época imperial fue Ostia, reemplazada progresivamente por la ciudad de Portus (actual Fiumicino), denominada Civitas Flavia Costantiniana Portuensis bajo Constantino. De menor tamaño fueron las muchas ciudades latinas que también habían jugado un papel fundamental en la primera fase de la historia romana: Tusculum (cerca de la actual Frascati), Aricia (Ariccia), Lavinium (Lavinio), Ardea (Ardea) y Praeneste (Palestrina), donde la aristocracia romana tenía suntuosas residencias de campo.
En Campania, además de las famosas Pompeii (Pompei) y Capua (cuyos restos principales se encuentran hoy en el cercano municipio de Santa Maria Capua Vetere), se encontraban otras importantes ciudades como Nuceria Alfaterna (entre Nocera Superiore y Nocera Inferiore, una de las más grandes de Campania), Acerrae (Acerra), Teanum (Teano), Abella (Avella), Atella (Aversa), Suessa (Sessa Aurunca), Sinuessa (Mondragone), Baiae (Baia), Cales (Calvi Risorta), Venafrum (Venafro), Misenum (Miseno), Puteoli (Pozzuoli), Nola (Nola), Stabiae (Castellammare di Stabia), Herculaneum (Ercolano), Cumae (Bacoli) y Neapolis (Nápoles). Más al sur estaba Salernum (Salerno).

## Vías de comunicación

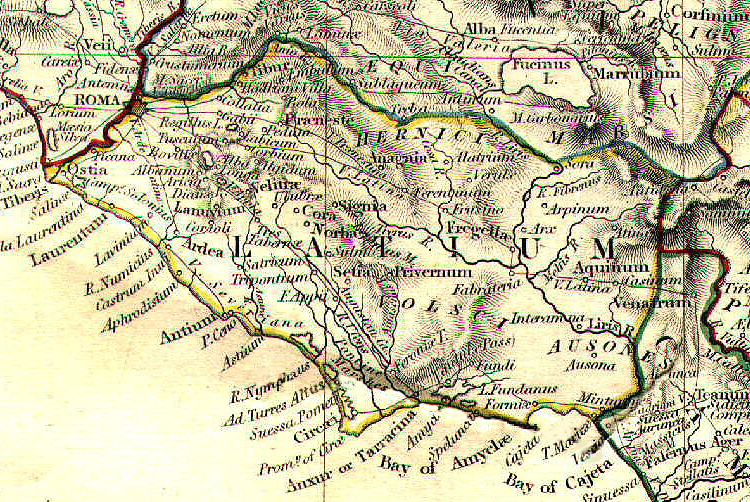
Mapa del Latium.

La Italia romana estuvo atravesada por una densa red viaria que conectaba la capital con todas las demás ciudades itálicas, así como con las   provincias del Imperio, incluso las más lejanas. Por este motivo, la Regio I fue dotada de una ramificada red de calzadas; entre estas, las principales fueron:
- la Vía Salaria, que subía por el valle del Tíber;
- la Vía Valeria, que atravesaba el valle del Aniene conectando Roma con Tibur (hoy Tivoli), y por ello su primer tramo se denominó Vía Tiburtina.
- la Vía Apia, que salía de la ciudad de Roma por la puerta del mismo nombre (hoy Porta San Sebastiano), atravesaba los montes Albanos, cruzaba las lagunas Pontinas y llegaba al mar en Anxur, luego conectaba las ciudades de Fundi, Formiae y Sinuessa con Suessa, girando después hacia el interior para llegar a Capua; el camino luego se adentraba en las montañas del Samnium para terminar en el puerto de Brundesium.
- la Vía Latina, que atravesaba el norte de los montes Albanos por el paso del Algido y luego el valle del río Trerus, llegando después a Fregellae, Casinum, Teanum, Cales y Capua, uniéndose a la Vía Apia.
- la Vía Severiana, de Ostia a Anxur.
- la Vía Domitiana, que dejaba la Vía Appia en Sinuessa, para llegar a Misenum y Puteoli.
- la carretera consular Campana, que comunicaba Capua con el puerto de Puteoli.
- la Vía Popilia, que conectaba Capua con el extremo sur de Italia, atravesando toda la Regio III Lucania et Bruttii, tocando Nola, Nuceria Alfaterna (Nocera Superiore/Nocera Inferiore) y Salernum, llegando hasta el puerto de Rhegium.

## Economía
Algunos de los principales recursos de la Regio I fueron la agricultura y la ganadería. Bajo este punto de vista, la Regio I Latium et Campania fue un territorio geográficamente favorecido por la presencia de grandes áreas planas y, por lo tanto, cultivables, tanto en el Latium como en Campania.
Sin embargo, algunas zonas del Lacio, como la sección montañosa del noreste, el macizo de Circeo y las amplias lagunas Pontinas, no eran territorios favorables para la agricultura.
Para el Lacio, otro importante recurso económico lo constituían las salinas de la desembocadura del Tíber, disputadas durante mucho tiempo entre Roma y la ciudad etrusca de Veyes. La sal del Tíber se enviaba tierra adentro por el camino que más tarde tomará el nombre de Vía Salaria.
En cuanto a Campania, la llanura Aurunca resultaba extremadamente fértil debido a los depósitos de sustancias minerales liberadas tras las erupciones del Vesubio: esta condición incrementaba el crecimiento de la vegetación y de los cultivos, haciendo que la tierra de Campania tuviera el apelativo de felix (Campania Felix). Durante el ascenso de Roma el territorio de Campania fue también uno de los principales proveedores de trigo.
A partir de la época republicana  tardía, cuando las provincias de África y Egipto se convirtieron en las principales exportadoras de cereales, las regiónes de Latium y Campania desplazaron su producción  agrícola hacia otros cultivos más rentables, invirtiendo principalmente en la vid: vinos de este territorio como el Falerno, el Statano, el Caleno, el Sorrentino y el Massicum, se convirtieron en algunos de los vinos más apreciados y populares de todo el Imperio. También el cultivo del olivo tuvo un gran desarrollo en esta época, especialmente en el territorio de Venafrum.
En las últimas décadas del Imperio de Occidente, cuando el trigo egipcio fue desviado hacia Constantinopla y el trigo africano quedó en manos del Estado hostil de los vándalos, el trigo volverá a convertirse en el principal producto de Campania.
Campania fue también uno de los principales distritos manufactureros de la Italia romana: los depósitos de arcilla de Cales se utilizaron ya en el siglo IV a. C. para la producción de una 
cerámica refinada y famosa; mientras, en Capua y Puteoli, a partir de la época augustea, las arenas de las desembocaduras del Volturno comenzaron a ser explotadas para la elaboración de objetos de vidrio.
En Capua nació una importante industria metalúrgica ya en su época etrusca, continuada en la época imperial. La materia prima procedía de las zonas de extracción de la isla de Elba. La producción de terracota arquitectónica y cosmética también fue muy importante.
Nuceria Alfaterna producía y exportaba materiales de construcción como la nocerite o toba gris, toba amarilla, piedra caliza, madera, nueces y avellanas, estas últimas muy importantes para el sustento de los ejércitos, además de productos lácteos y quesos, especialmente en los montes Lattari. La producción de alimentos fue abundante y asegurada también gracias a la presencia del río Sarno, conocido como "el Nilo de Campania", además de la ya mencionada fertilidad del suelo.
Pompeya era famosa por la producción de garum (salsa de pescado), que se exportaba gracias al pequeño puerto en la desembocadura del río Sarno.
Como lo demuestran las numerosas residencias, incluidas las imperiales, encontradas en el golfo de Nápoles, las costas de Campania también tenían otro importante recurso económico: el turismo. De hecho, a los ancianos y enfermos que habían trasladado allí su residencia, en verano se sumaba una multitud de veraneantes que buscaban aliviar el calor de Roma y de otras ciudades del interior. Entre los más conocidos veraneantes de la zona, están los emperadores Tiberio, que se trasladó a Capri durante muchos años, y Claudio, que prefirió Baiae.